# Šaľa
Pour les articles homonymes, voir Sala.
Šaľa (en allemand : Schala, Schelle ; en hongrois : Vágsellye) est une ville de la région de Nitra, en Slovaquie. Centre d'affaires et de culture, elle est située sur la rive droite du Danube au confluent de la rivière Váh. Sa population s'élevait à 24 438 habitants en 2005.

## Histoire
C'est une des villes les plus anciennes de Slovaquie et également un site archéologique important, puisque dans les alentours on a trouvé un crâne néandertalien datant de 45 à 65 000 ans, outre des témoignages de l'âge de pierre et de l'âge de fer. À l'époque des grandes invasions elle a vu se succéder bien des peuples et bien des cultures. La première trace écrite d'un établissement à cet endroit, où on lui donne le nom de Terra Wag, est un acte datant de 1002 et fait sous l'autorité du roi Étienne Ier de Hongrie.
En 1536 était Šaľa a été promue ville par un privilège du roi Ferdinand Ier du Saint-Empire. Au XIXe siècle elle est devenue le centre administratif du territoire entier et depuis ce temps également siège de cour d'appel. Annexée par la Hongrie en 1938, elle n'a été libérée qu'en avril 1945.
Šaľa est à nouveau depuis 1996 le siège d'un des sept districts de la région de Nitra qui comprend 13 communes.

## Population
| Année:               | 1994.  | 2004.   | 2014.   | 2024.    |
| -------------------- | ------ | ------- | ------- | -------- |
| Nombre de personnes: | 25 284 | 24 506  | 22 938  | 19 934   |
| Différence:          |        | -3,07 % | -6,39 % | -13,09 % |

| Année:               | 2023.  | 2024.   |
| -------------------- | ------ | ------- |
| Nombre de personnes: | 20 239 | 19 934  |
| Différence:          |        | -1,50 % |

| 1869  | 1880  | 1890   | 1900   | 1910   | 1921   | 1930   |
| ----- | ----- | ------ | ------ | ------ | ------ | ------ |
| 4 039 | 4 178 | 4 326  | 4 750  | 4 890  | 5 241  | 5 858  |
| 1950  | 1961  | 1970   | 1980   | 1991   | 2001   | 2005   |
| 5 811 | 7 701 | 12 922 | 19 167 | 24 776 | 24 873 | 24 438 |

## Économie
En 1960, Šaľa est devenu un centre de l'industrie chimique slovaque avec la mise en service de l'usine d'engrais azotés Duslo à 5 km au nord-est de la ville. L'entreprise a été privatisée en 1994 (Duslo a.s.) et a été intégrée dans la société Agrofert a.s., qui a fusionné en 2006 avec Istrochem a.s. dont le siège est à Bratislava. Employant 3 000 salariés, l'usine a diversifié sa production (engrais, caoutchouc, colle, fibres de polypropylène, préparations phytopharmaceutiques, colorants, explosifs industriels, etc.).